# The Ollie & Moon Show
The Ollie & Moon Show (còn được biết là Ollie & Moon) là một loạt phim hoạt hình dành cho trẻ em của Pháp-Mỹ-Canada được phát triển bởi Diane Kredensor, Robert Vargas và David Michel. Nó dựa trên bộ sách Ollie & Moon. Loạt phim ra mắt trên Sprout in the Hoa Kỳ vào ngày 27 tháng 5 năm 2017 và được tiếp tục khi kênh này trở thành Universal Kids vài tháng sau đó. Chương trình vẫn phát sóng lại trên Universal Kids và cũng có sẵn trên Netflix. Phần hai, tính đến năm 2018, đang được sản xuất và sẽ phát sóng trên France TV.